# Sport-Club Viktoria Köln 1904 1978-1979
Questa voce raccoglie le informazioni riguardanti lo Sport-Club Viktoria Köln 1904 nelle competizioni ufficiali della stagione 1978-1979.

## Stagione
Nella stagione 1978-1979 il Viktoria Colonia, allenato da Fritz Pott e Ernst-Günter Habig, concluse il campionato di 2. Bundesliga al 16º posto. In Coppa di Germania il Viktoria Colonia fu eliminato al secondo turno dal Südwest Ludwigshafen.

## Rosa
| N. |                     | Ruolo | Calciatore         |
| -- | ------------------- | ----- | ------------------ |
|    | Germania (bandiera) | P     | Horst Holubeck     |
|    | Serbia (bandiera)   | P     | Slobodan Topalović |
|    | Germania (bandiera) | D     | Klaus Büchel       |
|    | Germania (bandiera) | D     | Manfred Eickerling |
|    | Germania (bandiera) | D     | Eckhard Fischer    |
|    | Germania (bandiera) | D     | Manfred Kreis      |
|    | Germania (bandiera) | D     | Willi Lambertz     |
|    | Germania (bandiera) | D     | Ulrich Vollberg    |
|    | Germania (bandiera) | C     | Hermann Bredenfeld |
|    | Germania (bandiera) | C     | Klaus Czizewski    |
|    | Germania (bandiera) | C     | Manfred Dörper     |

| N. |                     | Ruolo | Calciatore         |
| -- | ------------------- | ----- | ------------------ |
|    | Germania (bandiera) | C     | Bernhard Hermes    |
|    | Germania (bandiera) | C     | Horst Klein        |
|    | Germania (bandiera) | C     | Dieter Matt        |
|    | Germania (bandiera) | C     | Helmut Nerlinger   |
|    | Germania (bandiera) | C     | Karl Heinz Pape    |
|    | Germania (bandiera) | A     | Jürgen Jendrossek  |
|    | Germania (bandiera) | A     | Michael Koberstein |
|    | Germania (bandiera) | A     | Peter Langer       |
|    | Germania (bandiera) | A     | Kurt Pinkall       |
|    | Germania (bandiera) | A     | Lothar Richter     |

## Organigramma societario
Area tecnica
- Allenatore: Ernst-Günter Habig
- Allenatore in seconda:
- Preparatore dei portieri:
- Preparatori atletici:

## Calciomercato

### Sessione estiva
| Acquisti | Acquisti           | Acquisti          | Acquisti |
| R.       | Nome               | da                | Modalità |
| -------- | ------------------ | ----------------- | -------- |
| C        | Bernhard Hermes    | Wuppertal         |          |
| C        | Hermann Bredenfeld | Karlsruhe         |          |
| D        | Manfred Eickerling | Bayer Leverkusen  |          |
| A        | Michael Koberstein | Pirmasens         |          |
| C        | Helmut Nerlinger   | Borussia Dortmund |          |
| C        | Karl Heinz Pape    | Colonia           |          |
| A        | Kurt Pinkall       | Göttingen         |          |

| Cessioni | Cessioni | Cessioni | Cessioni |
| R.       | Nome     | a        | Modalità |
| -------- | -------- | -------- | -------- |

### Sessione invernale
| Acquisti | Acquisti | Acquisti | Acquisti |
| R.       | Nome     | da       | Modalità |
| -------- | -------- | -------- | -------- |

| Cessioni | Cessioni | Cessioni | Cessioni |
| R.       | Nome     | a        | Modalità |
| -------- | -------- | -------- | -------- |

## Risultati

### 2. Bundesliga

#### Girone di andata
| Arbitro: | Wichmann |

|                          |           |  |
| Schütte 50’ Petković 76’ | Marcatori |  |

| Arbitro: | Fiene |

|                           |           |                 |
| Pinkall 27’ Czizewski 75’ | Marcatori | 43’, 57’ Stradt |

| Arbitro: | Waltert |

|                           |           |                      |
| Brinkmann 20’ Lüttges 68’ | Marcatori | 85’ (rig.) Czizewski |

| Arbitro: | Pauly |

|          |           |  |
| Pape 12’ | Marcatori |  |

| Arbitro: | Heymann |

|                    |           |                |
| Schmitt 26’ (rig.) | Marcatori | 72’ Koberstein |

| Arbitro: | Kornrumpf |

|               |           |                                 |
| Nerlinger 29’ | Marcatori | 57’ Bals 71’ Gerresheim 76’ Fos |

| Arbitro: | Horstmann |

|                        |           |               |
| Mödrath 29’ Ludwig 89’ | Marcatori | 82’ Czizewski |

| Arbitro: | Wichmann |

|            |           |                                           |
| Langer 76’ | Marcatori | 38’ Gniech 53’, 64’ Bruckmann 58’ Hörster |

| Arbitro: | Schütte |

|                             |           |                  |
| Wallek 47’, 82’ Dierßen 55’ | Marcatori | 18’, 83’ Pinkall |

| Arbitro: | Uhlig |

|                           |           |  |
| Hermes 10’ Koberstein 45’ | Marcatori |  |

| Arbitro: | Brückner |

|            |           |           |
| Schock 24’ | Marcatori | 54’ Klein |

| Arbitro: | Kasperowski |

|                |           |           |
| Jendrossek 27’ | Marcatori | 55’ Fagot |

| Arbitro: | Eschenbach |

|              |           |                |
| Hannemann 5’ | Marcatori | 29’ Jendrossek |

| Arbitro: | Möller |

|                              |           |  |
| Bredenfeld 61’ Czizewski 90’ | Marcatori |  |

| Arbitro: | Gathmann |

|                    |           |            |
| Czizewski 40’, 80’ | Marcatori | 30’ Kosien |

| Arbitro: | Risse |

|                                |           |                          |
| Jonas 5’ Seegler 37’ Heise 47’ | Marcatori | 66’ Langer 89’ Czizewski |

| Arbitro: | Kespohl |

|                                |           |                       |
| Pinkall 22’, 50’ Czizewski 71’ | Marcatori | 9’ Mill 59’ Meininger |

| Arbitro: | Ahlenfelder |

|               |           |                   |
| Scheermann 5’ | Marcatori | 32’ (rig.) Langer |

| Arbitro: | Reichmann |

|           |           |            |
| Hermes 6’ | Marcatori | 62’ Mertes |

#### Girone di ritorno
| Arbitro: | Heymann |

|               |           |         |
| Czizewski 65’ | Marcatori | 7’ Mall |

| Aquisgrana 20 gennaio 1979 21ª giornata | Alemannia Aquisgrana | 0 – 0 referto | Viktoria Colonia | Stadio Tivoli (5 000 spett.)\| Arbitro: \| Pauly \| |
| Arbitro:                                | Pauly                |               |                  |                                                     |

| Arbitro: | Risse |

|                        |           |            |
| Fischer 46’ Hermes 62’ | Marcatori | 16’ de Loo |

| Arbitro: | Zittrich |

|              |           |  |
| Schwarze 90’ | Marcatori |  |

| Colonia 11 febbraio 1979 24ª giornata | Viktoria Colonia | 0 – 0 referto | Wattenscheid 09 | Sportpark Höhenberg (2 500 spett.)\| Arbitro: \| Wuttke \| |
| Arbitro:                              | Wuttke           |               |                 |                                                            |

| Arbitro: | Brückner |

|                                             |           |                |
| Brexendorf 26’ Ochmann 32’ Fos 85’ Busk 88’ | Marcatori | 62’ Jendrossek |

| Arbitro: | Roth |

|  |           |            |
|  | Marcatori | 86’ Otters |

| Arbitro: | Fiene |

|                       |           |  |
| Hörster 60’ Szech 82’ | Marcatori |  |

| Arbitro: | Meijerink |

|                        |           |                                                     |
| Langer 13’ Richter 90’ | Marcatori | 6’ Dierßen 24’ Bebensee 49’ Mrosko 61’, 63’ Schmotz |

| Arbitro: | Eschenbach |

|                          |           |  |
| Möller 84’ Jochimiak 90’ | Marcatori |  |

| Arbitro: | Teichert |

|                    |           |                         |
| Czizewski 21’, 65’ | Marcatori | 22’ Nordmann 48’ Wagner |

| Arbitro: | Broska |

|          |           |  |
| Koch 90’ | Marcatori |  |

| Arbitro: | Burgers |

|                                      |           |  |
| Langer 36’ Jendrossek 51’ Hermes 54’ | Marcatori |  |

| Arbitro: | Gabriel |

|                                               |           |  |
| Stolzenburg 6’, 11’ Hochheimer 15’ Schulz 55’ | Marcatori |  |

| Arbitro: | Hennig |

|                      |           |           |
| Mauthe 45’ Lücke 49’ | Marcatori | 56’ Klein |

| Arbitro: | Kespohl |

|             |           |           |
| Pinkall 33’ | Marcatori | 47’ Heise |

| Arbitro: | Milkert |

|            |           |                                 |
| Bartel 48’ | Marcatori | 34’ Pinkall 52’, 85’ Jendrossek |

| Arbitro: | Barnick |

|                                                                                  |           |                                 |
| Kreis 3’ Czizewski 4’, 47’, 80’, 86’ Bredenfeld 15’, 76’ Pinkall 20’ Richter 90’ | Marcatori | 50’ Joachimsmeier 68’ Vogelsang |

| Arbitro: | Fiene |

|  |           |                        |
|  | Marcatori | 23’ Hermes 42’ Pinkall |

### Coppa di Germania
| Arbitro: | Seitz |

|                        |           |                                                        |
| Stieglmeier 20’ (rig.) | Marcatori | 50’ Lambertz 53’ (rig.) Langer 80’ Pape 86’ Jendrossek |

| Arbitro: | Boos |

|                                               |           |                  |
| Kiefer 25’, 89’ Streller 31’ Kreis 84’ (aut.) | Marcatori | 40’, 76’ Pinkall |

## Statistiche

### Statistiche di squadra
| Competizione      | Punti | In casa | In casa | In casa | In casa | In casa | In casa | In trasferta | In trasferta | In trasferta | In trasferta | In trasferta | In trasferta | Totale | Totale | Totale | Totale | Totale | Totale | DR |
| Competizione      | Punti | G       | V       | N       | P       | Gf      | Gs      | G            | V            | N            | P            | Gf           | Gs           | G      | V      | N      | P      | Gf     | Gs     | DR |
| ----------------- | ----- | ------- | ------- | ------- | ------- | ------- | ------- | ------------ | ------------ | ------------ | ------------ | ------------ | ------------ | ------ | ------ | ------ | ------ | ------ | ------ | -- |
| 2. Bundesliga     | 32    | 19      | 8       | 7       | 4       | 36      | 27      | 19           | 2            | 5            | 12           | 17           | 33           | 38     | 10     | 12     | 16     | 53     | 60     | -7 |
| Coppa di Germania | -     | 0       | 0       | 0       | 0       | 0       | 0       | 2            | 1            | 0            | 1            | 6            | 5            | 2      | 1      | 0      | 1      | 6      | 5      | +1 |
| Totale            | 32    | 19      | 8       | 7       | 4       | 36      | 27      | 21           | 3            | 5            | 13           | 23           | 38           | 40     | 11     | 12     | 17     | 59     | 65     | -6 |

### Andamento in campionato
| Giornata  | 1  | 2  | 3  | 4  | 5  | 6  | 7  | 8  | 9  | 10 | 11 | 12 | 13 | 14 | 15 | 16 | 17 | 18 | 19 | 20 | 21 | 22 | 23 | 24 | 25 | 26 | 27 | 28 | 29 | 30 | 31 | 32 | 33 | 34 | 35 | 36 | 37 | 38 |
| --------- | -- | -- | -- | -- | -- | -- | -- | -- | -- | -- | -- | -- | -- | -- | -- | -- | -- | -- | -- | -- | -- | -- | -- | -- | -- | -- | -- | -- | -- | -- | -- | -- | -- | -- | -- | -- | -- | -- |
| Luogo     | T  | C  | T  | C  | T  | C  | T  | C  | T  | C  | T  | C  | T  | C  | C  | T  | C  | T  | C  | C  | T  | C  | T  | C  | T  | C  | T  | C  | T  | C  | T  | C  | T  | T  | C  | T  | C  | T  |
| Risultato | P  | N  | P  | V  | N  | P  | P  | P  | P  | V  | N  | N  | N  | V  | V  | P  | V  | N  | N  | N  | N  | V  | P  | N  | P  | P  | P  | P  | P  | N  | P  | V  | P  | P  | N  | V  | V  | V  |
| Posizione | 18 | 16 | 18 | 14 | 14 | 16 | 18 | 19 | 20 | 18 | 18 | 18 | 18 | 17 | 14 | 17 | 14 | 13 | 13 | 14 | 13 | 11 | 13 | 13 | 16 | 17 | 17 | 18 | 18 | 18 | 18 | 18 | 18 | 18 | 18 | 18 | 16 | 16 |

Legenda:

Luogo: C = Casa; T = Trasferta. Risultato: V = Vittoria; N = Pareggio; P = Sconfitta.

### Statistiche dei giocatori
| Giocatore     | 2. Bundesliga | 2. Bundesliga | 2. Bundesliga | 2. Bundesliga | Coppa di Germania | Coppa di Germania | Coppa di Germania | Coppa di Germania | Totale   | Totale | Totale      | Totale     |
| Giocatore     | Presenze      | Reti          | Ammonizioni   | Espulsioni    | Presenze          | Reti              | Ammonizioni       | Espulsioni        | Presenze | Reti   | Ammonizioni | Espulsioni |
| ------------- | ------------- | ------------- | ------------- | ------------- | ----------------- | ----------------- | ----------------- | ----------------- | -------- | ------ | ----------- | ---------- |
| H. Bredenfeld | 29            | 3             | 3             | 0             | 1                 | 0                 | 0                 | 0                 | 30       | 3      | 3           | 0          |
| K. Büchel     | 18            | 0             | 0             | 0             | 1                 | 0                 | 0                 | 0                 | 19       | 0      | 0           | 0          |
| K. Czizewski  | 28            | 15            | 2             | 1             | 1                 | 0                 | 0                 | 0                 | 29       | 15     | 2           | 1          |
| M. Dörper     | 17            | 0             | 4             | 0             | 0                 | 0                 | 0                 | 0                 | 17       | 0      | 4           | 0          |
| M. Eickerling | 20            | 0             | 3             | 1             | 0                 | 0                 | 0                 | 0                 | 20       | 0      | 3           | 1          |
| E. Fischer    | 35            | 1             | 4             | 0             | 2                 | 0                 | 0                 | 0                 | 37       | 1      | 4           | 0          |
| B. Hermes     | 30            | 5             | 0             | 0             | 1                 | 0                 | 0                 | 0                 | 31       | 5      | 0           | 0          |
| H. Holubeck   | 29            | 0             | 1             | 0             | 1                 | 0                 | 0                 | 0                 | 30       | 0      | 1           | 0          |
| J. Jendrossek | 24            | 6             | 1             | 0             | 2                 | 1                 | 0                 | 0                 | 26       | 7      | 1           | 0          |
| H. Klein      | 34            | 2             | 2             | 0             | 2                 | 0                 | 0                 | 0                 | 36       | 2      | 2           | 0          |
| M. Koberstein | 10            | 2             | 0             | 0             | 1                 | 0                 | 0                 | 0                 | 11       | 2      | 0           | 0          |
| M. Kreis      | 34            | 1             | 3             | 0             | 2                 | 0                 | 0                 | 0                 | 36       | 1      | 3           | 0          |
| W. Lambertz   | 29            | 0             | 1             | 0             | 1                 | 1                 | 0                 | 0                 | 30       | 1      | 1           | 0          |
| P. Langer     | 35            | 5             | 1             | 0             | 2                 | 1                 | 0                 | 0                 | 37       | 6      | 1           | 0          |
| D. Matt       | 26            | 0             | 2             | 0             | 1                 | 0                 | 0                 | 0                 | 27       | 0      | 2           | 0          |
| H. Nerlinger  | 7             | 1             | 2             | 0             | 0                 | 0                 | 0                 | 0                 | 7        | 1      | 2           | 0          |
| K. Pape       | 9             | 1             | 0             | 0             | 1                 | 1                 | 0                 | 0                 | 10       | 2      | 0           | 0          |
| K. Pinkall    | 34            | 9             | 10            | 0             | 2                 | 2                 | 0                 | 0                 | 36       | 11     | 10          | 0          |
| L. Richter    | 15            | 2             | 0             | 0             | 2                 | 0                 | 0                 | 0                 | 17       | 2      | 0           | 0          |
| S. Topalović  | 11            | 0             | 2             | 0             | 1                 | 0                 | 0                 | 0                 | 12       | 0      | 2           | 0          |
| U. Vollberg   | 7             | 0             | 0             | 0             | 2                 | 0                 | 0                 | 0                 | 9        | 0      | 0           | 0          |